# Прем'єр-міністри Сінгапуру
Прем'єр-міністр Республіки Сінгапур — це голова уряду Республіки Сінгапур. Президент Сінгапуру призначає прем'єр-міністра з членів парламенту, хто на його думку, найімовірніше буде користуватись найбільшою довірою більшості парламенту.
Посада прем'єр-міністра виникла в 1959 році та спочатку була призначена губернатором Сінгапуру і назвалась Ян ді-Пертуан Неґара (віце-королівський голова держави), коли Сінгапур здобув самоврядування як штат Сінгапур в межах Британської імперії. Титул прем'єр-міністра залишається незмінним після злиття з Малайською федерацією, Сараваком та Північним британським Борнео, коли Сінгапур був штатом в Малайській федерації з 1963 по 1965 рік, та після незалежності в 1965 році.
Лі Куан Ю був першим прем'єр-міністром Сінгапуру з 1959 по 1990 роки та пішов у відставку 26 листопада 1990 року. Наступником Лі був Го Чок Тонґ, який присвоїв йому титул старшого міністра в канцелярії прм'єр-міністра. Го пішов у відставку 12 серпня 2004 року, його наступником став син Лі Куана Ю — Лі Сянь Лун. Го призначили старшим міністром, а Лі міністром-ментором.

## Список прем'єр-міністрів Сингапуру
| №                | Ім'я                                         | Роки життя       | Роки правління                               | Результат на виборах                                                                            | Політична партія    |
| Головні міністри | Головні міністри                             | Головні міністри | Головні міністри                             | Головні міністри                                                                                | Головні міністри    |
| ---------------- | -------------------------------------------- | ---------------- | -------------------------------------------- | ----------------------------------------------------------------------------------------------- | ------------------- |
| 1                | Девід Соул Маршалл                           | 1908—1995        | 6 квітня 1955 — 8 червня 1956 429 днів       | -                                                                                               | -                   |
| 2                | Тун Лім Ю Хок                                | 1914—1984        | 8 червня 1956 — 5 червня 1959 1092 днів      | -                                                                                               | -                   |
| Прем'єр-міністри |                                              |                  |                                              |                                                                                                 |                     |
| 1                | Лі Куан Ю Lee Kuan Yew 李光耀                | 1923—2015        | 5 червня 1959 — 28 листопада 1990 11499 днів | 1959 54.10% 1963 46.90% 1968 94.34% 1972 70.40% 1976 74.10% 1980 77.70% 1984 64.80% 1988 63.20% | Партія Народної Дії |
| 2                | Го Чок Тонг Goh Chok Tong 吴作栋（吳作棟）   | народ. 1941      | 28 листопада 1990 — 12 серпня 2004 5006 днів | 1991 61.00% 1997 65.00% 2001 75.30%                                                             | Партія Народної Дії |
| 3                | Лі Сянь Лун Lee Hsien Loong 李显龙（李顯龍） | народ. 1952      | 12 серпня 2004 — 15 травня 2024 7216 днів    | 2006 66.60% 2011 60.14%                                                                         | Партія Народної Дії |
| 4                | Лоуренс Вонг Lawrence Wong 黄循财 (黃循財)   | народ. 1972      | 15 травня 2024 — Теперішній час 314 днів     |                                                                                                 | Партія Народної Дії |